# Immunologi
Immunologi er et speciale indenfor lægevidenskab, der beskæftiger sig med immunsystemet. Immunologien beskæftiger sig blandt andet med immunsystemets fysiologiske funktion hos både syge og raske, men også med hvordan immunresponset kan udnyttes til at forsvare mennesket mod sygdom samt til hvordan en overaktiv immunrespons kan dæmpes. Et ekstremt aktivt immunrespons er årsagen til flere autoimmune sygdomme som leddegigt og sklerose.
Videnskaben blev udviklet i 1800-tallet efter at den engelske læge Edward Jenner udviklede en vaccine mod kopper. Selv om immunologi således er en relativt ung videnskab, er det af de biomedicinske områder, der udvikler sig hurtigst. De senere årtier er der gjort mange vigtige opdagelser indenfor feltet, hvilket også afspejles i at et stort antal medicinske Nobelpriser er tildelt immunologer.
- Wikimedia Commons har flere filer relateret til Immunologi

| Lægevidenskab | Spire Denne artikel om lægevidenskab er en spire som bør udbygges. Du er velkommen til at hjælpe Wikipedia ved at udvide den. |